# Longchamp-sur-Aujon
Longchamp-sur-Aujon – miejscowość i gmina we Francji, w regionie Grand Est, w departamencie Aube.
Według danych na rok 1990 gminę zamieszkiwały 522 osoby, a gęstość zaludnienia wynosiła 32 osób/km².

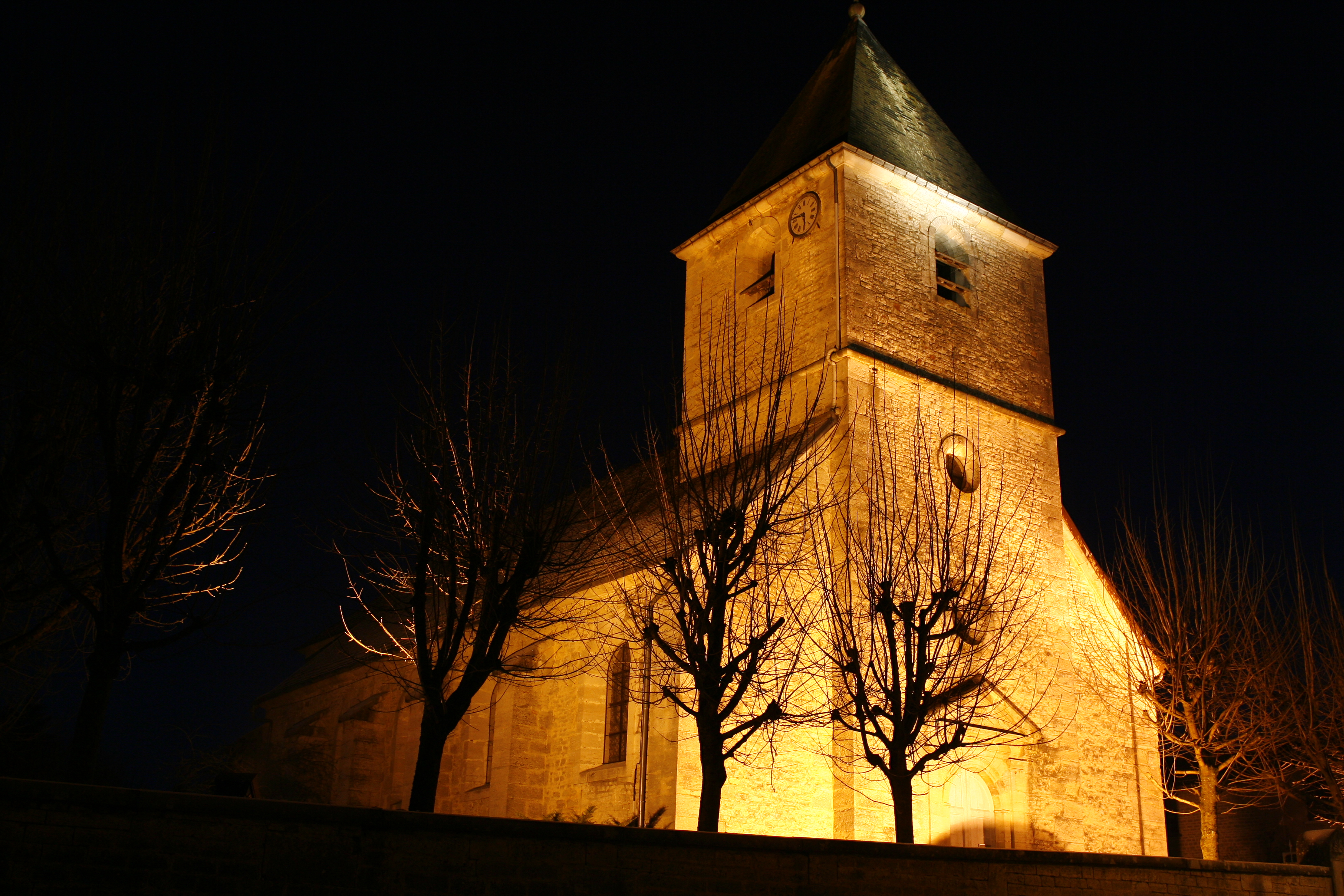
Kościół nocą w Longchamp-sur-Aujon, 2007